# Засніжені дахи
«Засніжені дахи» або «Вид на дахи (сніг)» (фр. Vue de toits (Effet de neige)) — картина олією французького  художника-імпресіоніста Гюстава Кайботта, виконана зимою 1878/1879.

## Опис
Картина є однією з небагатьох робіт художника, яка залишилась у публічних колекціях після його смерті в 1894 році.
Розмір полотна 81x65 см. Спочатку вона була подарована братом Кайботта в 1894 році до музею в Люксембурзькому палаці,, потім передана до Лувру в 1929 році. В 1947 році картину було переміщено до Національної галереї Же де Пом, в якій після Другої світової війни зберігались багато робіт імпресіоністів. В 1986 році її було переміщено до Музею д'Орсе разом з роботами інших імпресіоністів, де вона перебуває і до сьогодні.
Гюстав Кайботт створив багато картин, що показують урбаністичний Париж з незвичних перспектив, наприклад вид на вулицю з середини будівлі на картині «Молодий чоловік біля вікна» (фр. Jeune homme à la fenêtre) (1875), або перебільшена перспектива «Паризька вулиця; дощова погода» (фр. Rue de Paris, temps de pluie) (1877). Засніжені дахи зображує засніжені дахи на Монмартрі в Парижі з якоїсь високої точки, ймовірно балкону. Така перспектива не була звичною у французьких картинах, а Кайботт ймовірно був натхненний роботами фотографа Іпполіта Байяра.
Для написання картини Кайботт використав переважно монохромну палітру відтінків сірого кольору, додавши трохи інших кольорів для зображення деталей будинків.
Картину було вперше показано на четвертій виставці імпресіоністів, яка відбулась в Парижі в 1879. Вона була однією з 25 робіт, які Кайботт представив на виставці. На той час картина не викликала в глядачів значного інтересу, бо вони надавали перевагу його портретам та морським пейзажам. Однак зараз ця картина та ще одна, що також зображує дахи і була на тій виставці, вважаються важливими роботами цього художника.